# Tolężanie
Tolężanie, Dołężanie, Doleńcy, Tolensanowie – plemię słowiańskie zamieszkujące nad środkową i dolną Tołężą (tereny zachodniego wybrzeża Zalewu Szczecińskiego). 
Należeli do Związku wieleckiego. W wojnie domowej związku (1057–1060) wystąpili po stronie Redarów przeciwko Czerepianom i Chyżanom i zwyciężyli pustosząc jednak podczas wojny ziemię i doprowadzając do upadku Związku Wieleckiego oraz samych siebie.
W XII wieku przyłączeni do księstwa zachodniopomorskiego.